# Бовоар ан Роајан
Бовоар ан Роајан (фр. Beauvoir-en-Royans) насеље је и општина у источној Француској у региону Рона-Алпи, у департману Изер која припада префектури Гренобл.
По подацима из 2011. године у општини је живело 77 становника, а густина насељености је износила 36,67 становника/km². Општина се простире на површини од 2,1 km². Налази се на средњој надморској висини од 281 метар (максималној 606 m, а минималној 160 m).

## Демографија
| 1962. | 1968. | 1975. | 1982. | 1990. | 1999. | 2011. |
| ----- | ----- | ----- | ----- | ----- | ----- | ----- |
| 52    | 63    | 43    | 66    | 59    | 70    | 77    |

График промене броја становника у току последњих година